# Vasili Tropinin
Vasili Andréievich Tropinin (en ruso: Василий Андреевич Тропинин; 30 de marzo de 1776 - 16 de mayo de 1857) fue un pintor romántico de Rusia. Gran parte de su vida fue siervo. Solo obtuvo su libertad pasados los cuarenta años. Su obra más famosa es un retrato de Aleksandr Pushkin.

## Siervo

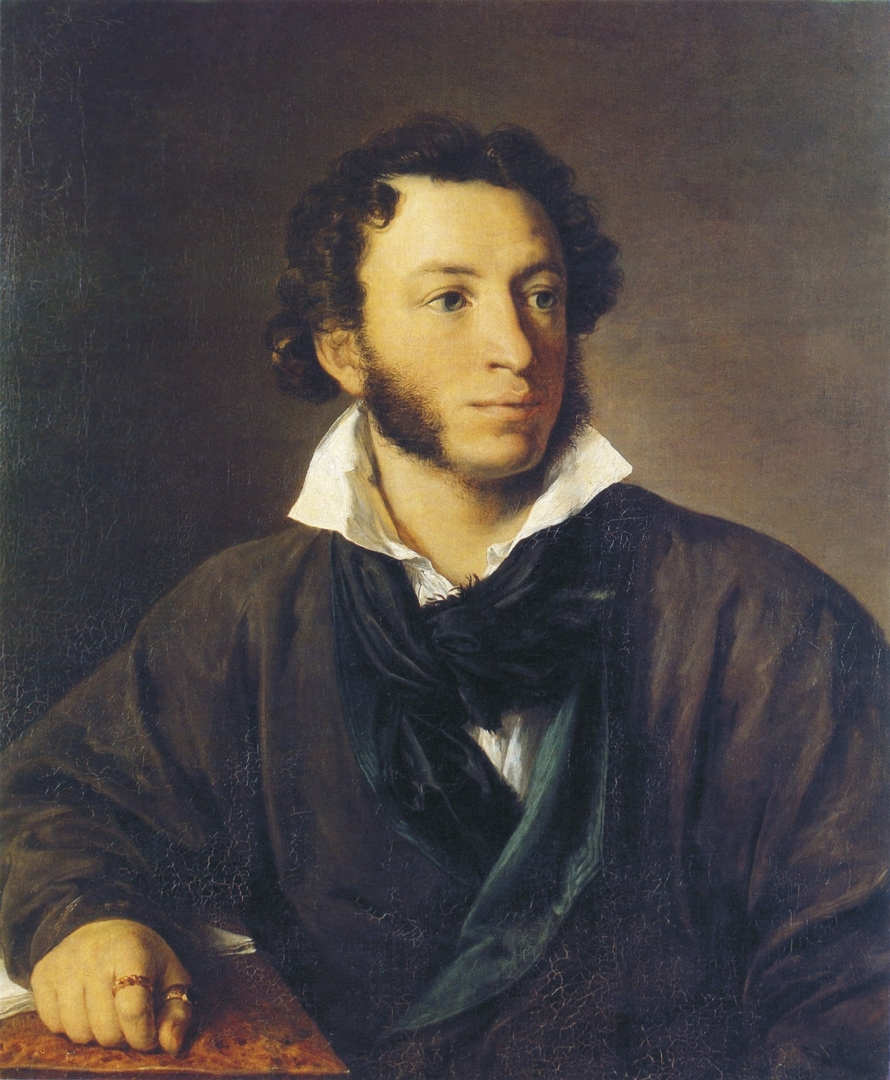
Retrato de Aleksandr Pushkin, 1827

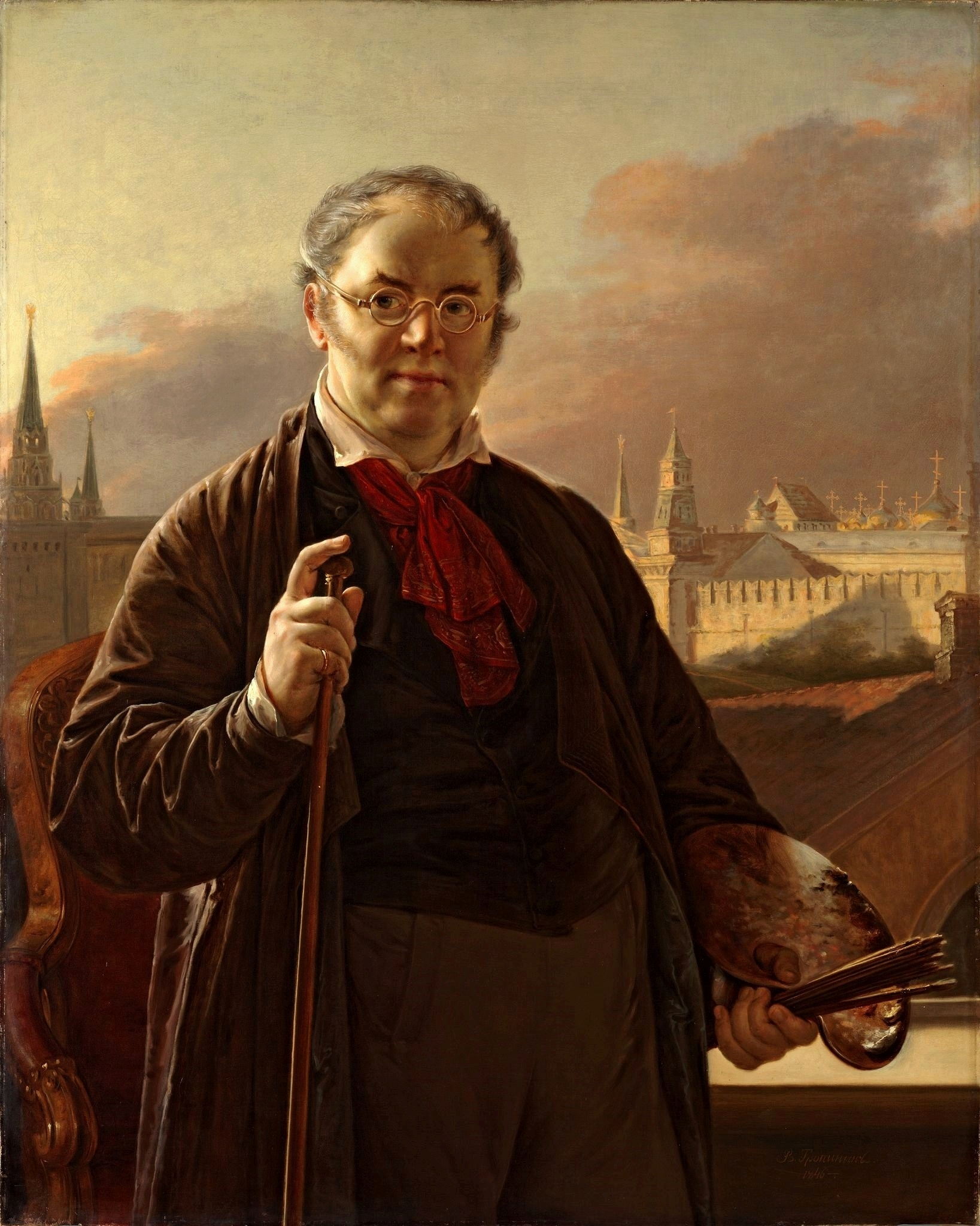
Autorretrato con el Kremlin de Moscú al fondo, 1846

Vasili nació como siervo del conde Munnich (Graf von Münnich) en el pueblo de Kárpovka en la gobernación de Nóvgorod y posteriormente fue transferido al conde Irakli Morkov como parte de la dote de la hija del conde Munnich con la que se casaría. Fue enviado a San Petersburgo a estudiar el oficio de pastelero. Sin embargo, aprendiendo este oficio, Tropinin asistía secretamente a lecciones gratis de pintura en la Academia Imperial de las Artes.
En 1799, su propietario le permitió estudiar en la academia en condición de estudiante no graduado (Postoronni uchenik). Tomó lecciones con S. S. Schukin y fue apoyado por el presidente de la academia Aleksandr Serguéievich Stróganov. En 1804, el trabajo de Tropinin Chico sufriendo por un pájaro muerto fue exhibido en la exposición de la academia y destacado, a su vez, por la emperatriz María Fiódorovna.
En los albores de este suceso, el conde Morkov convocó a Tropinin para que viajase a su hacienda en Ucrania. Allí, Tropinin fue nombrado pastelero y lacayo. Pronto el propietario cambió de parecer y le asignó copiar los trabajos de pintores europeos y producir retratos de la familia Morkov. Tropinin permaneció cerca de veinte años en Ucrania, y muchos de los trabajos de este tiempo poseen como tema la gente y los paisajes ucranianos. 
Las obras más notables de este periodo son El retrato de A. I. Tropínina, la esposa del artista (1809), Retrato de Arseni Tropinin, hijo del artista (1818) y el retrato del historiador y escritor Nikolái Karamzín (1818).

## Académico
En 1823, a la edad de 47 años, Tropinin se convirtió en un hombre libre y se trasladó a Moscú. Ese mismo año presentó sus pinturas La encajera, El mendigo y El retrato del artista Skótnikov a la Academia Imperial de las Artes, con lo que recibió el certificado oficial como pintor (Svobodny judózhnik). Finalmente, en 1824 fue elegido académico.
Desde 1833, dirigió Los cursos de arte público de Moscú, lo que más tarde se convertiría en la Escuela de pintura, escultura y arquitectura de Moscú. En 1843, fue elegido miembro honorario de la sociedad de arte de Moscú. Murió en 1857 y fue enterrado en el cementerio de Vagánkovo. Durante su vida pintó más de 3000 retratos, algunos de ellos pueden ser vistos en el museo de Tropinin.

## Obras

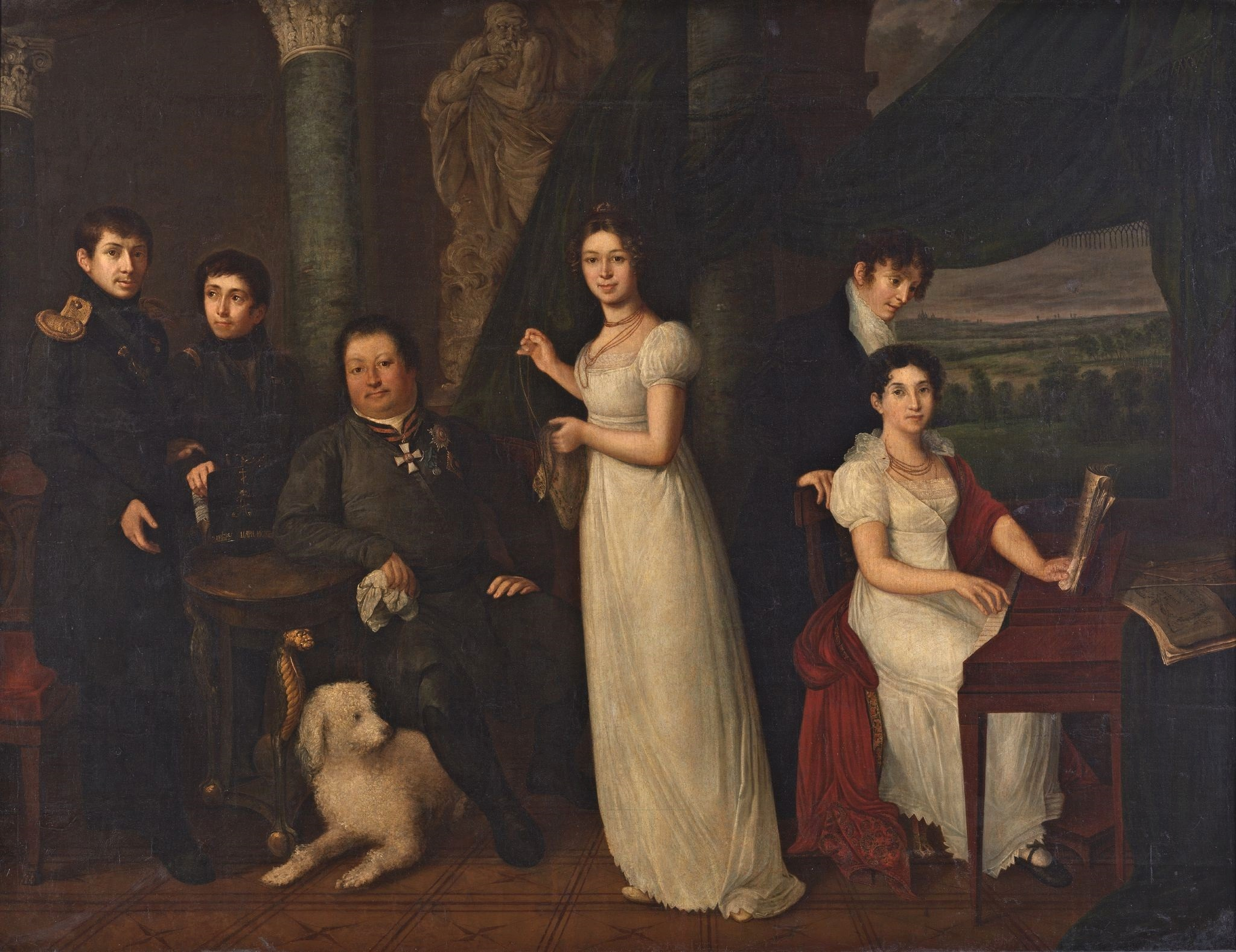
Retrato familiar del conde Morkov, 1813
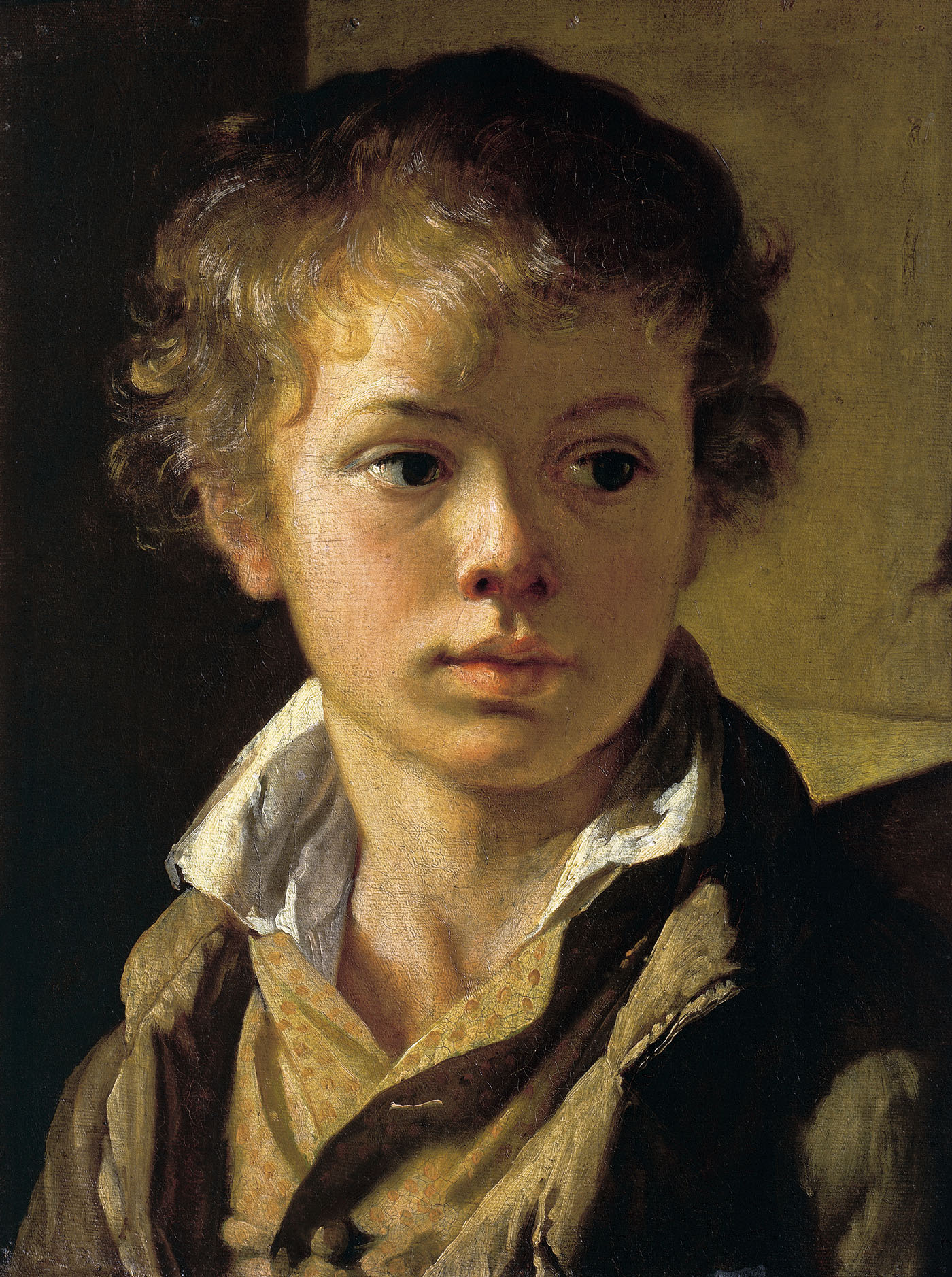
Retrato de Arseni Tropinin, 1818
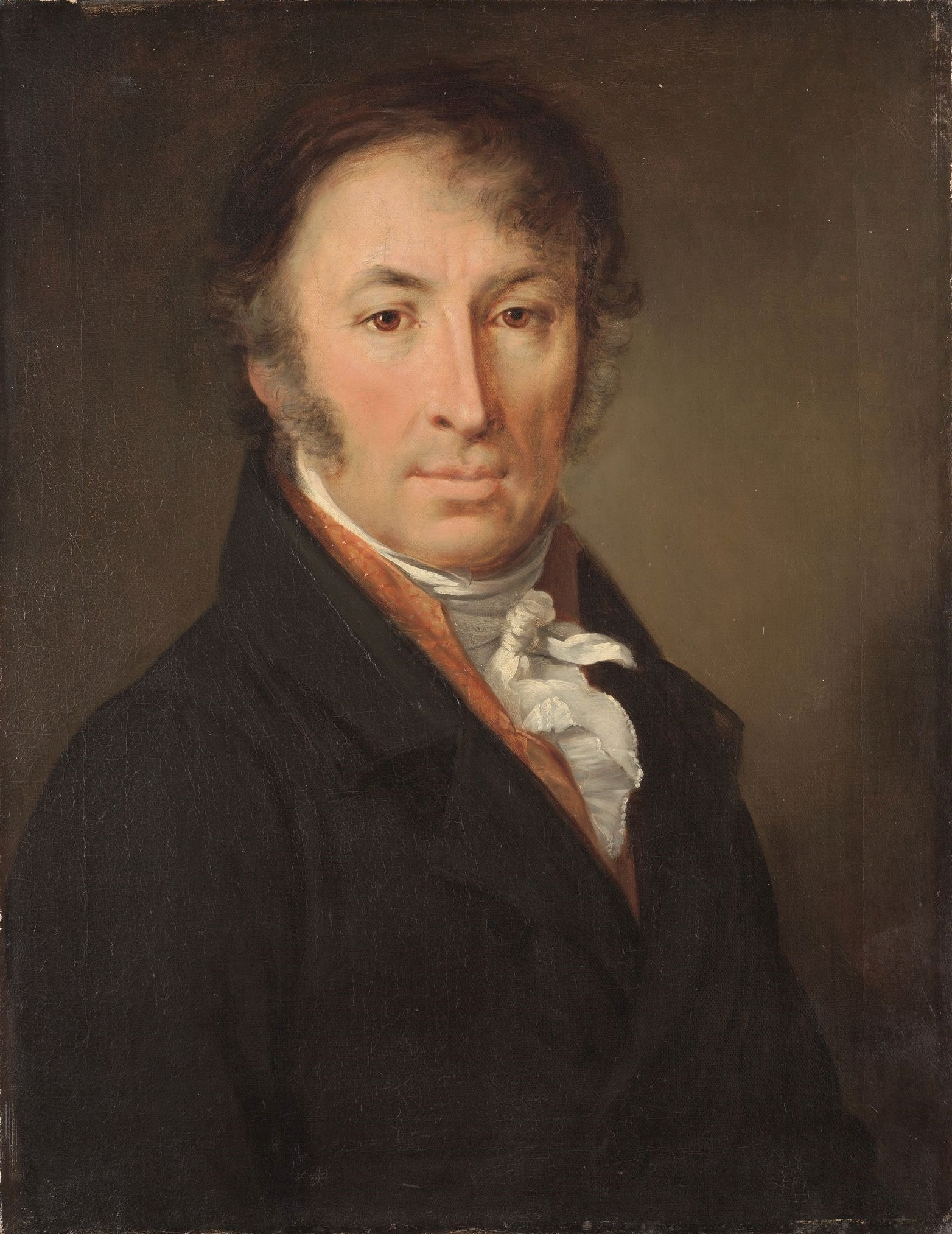
Retrato de Nikolái Karamzín, 1818
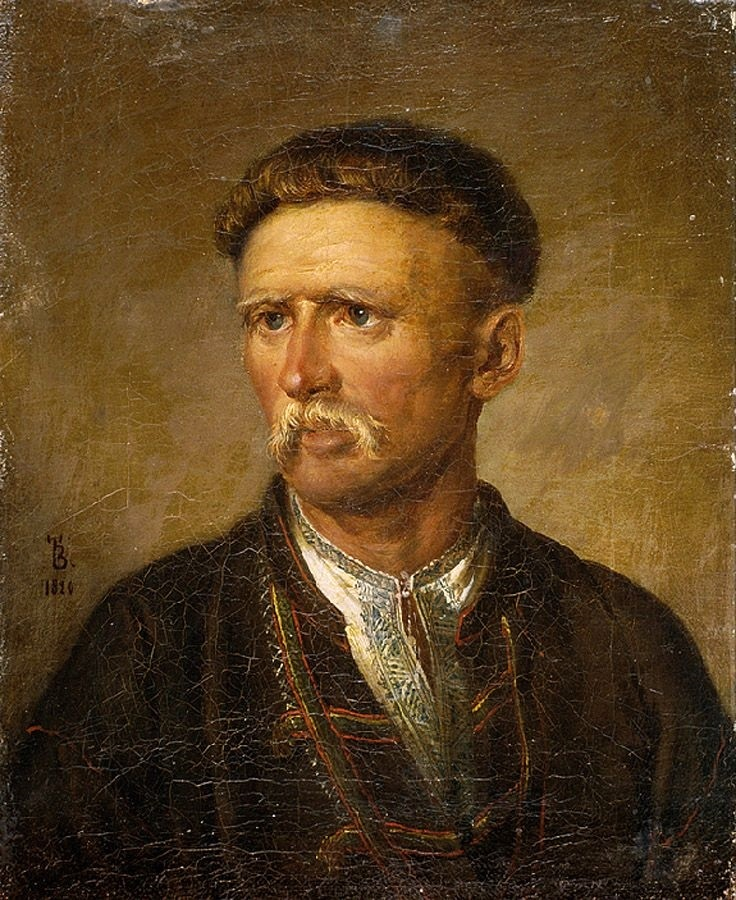
Ustym Karmeliuk, años 1820
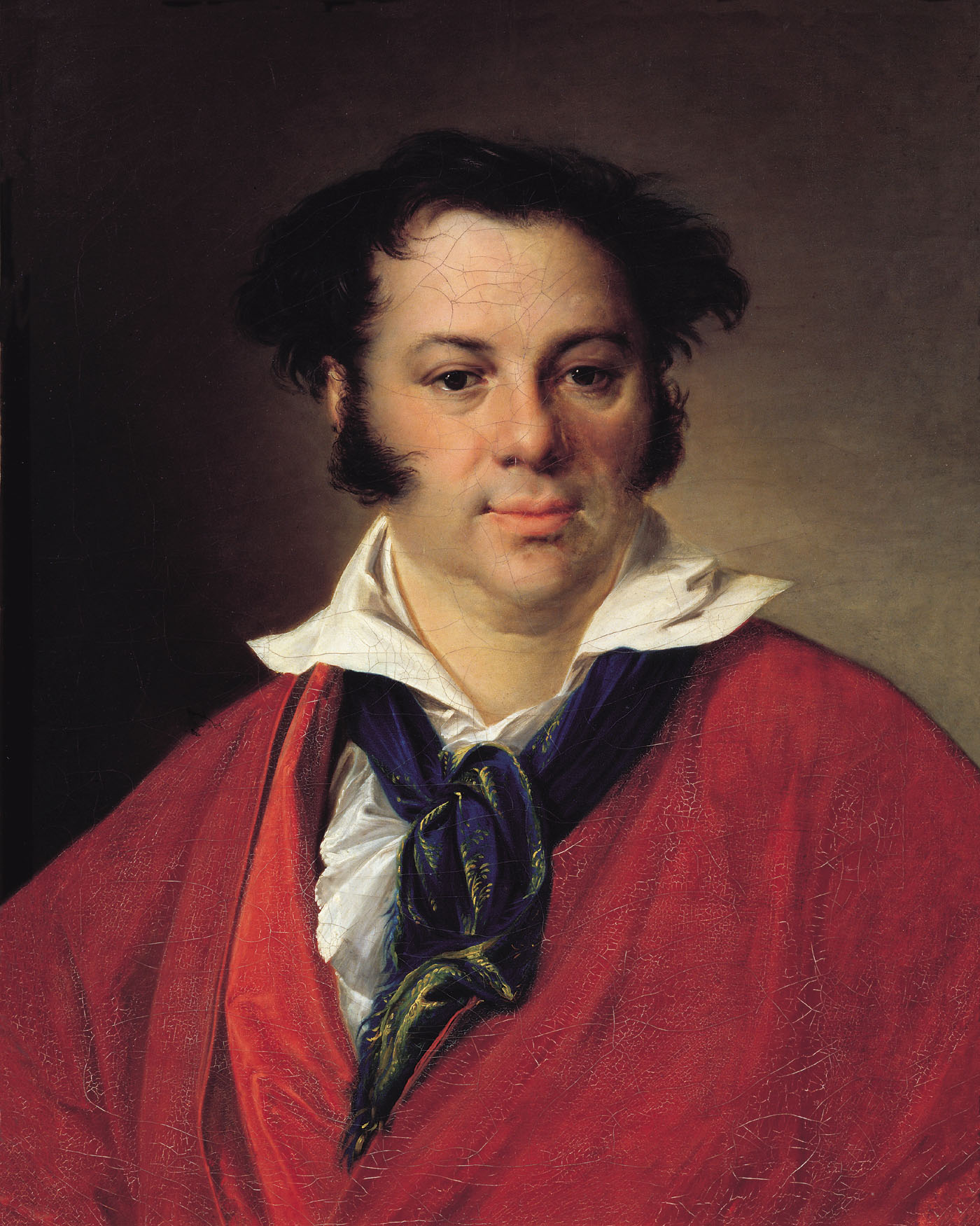
Konstantín Rávich, 1823
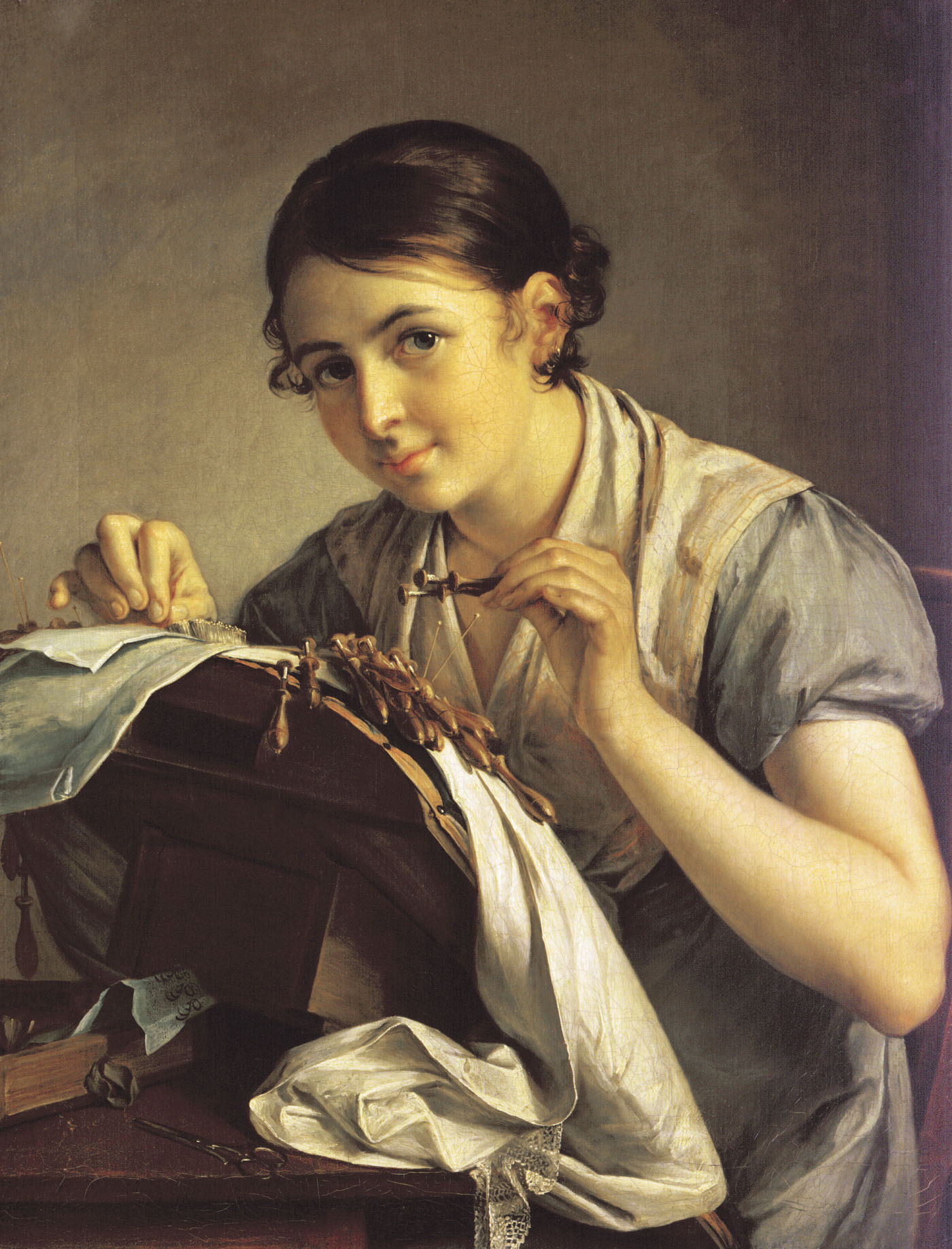
La encajera, 1823
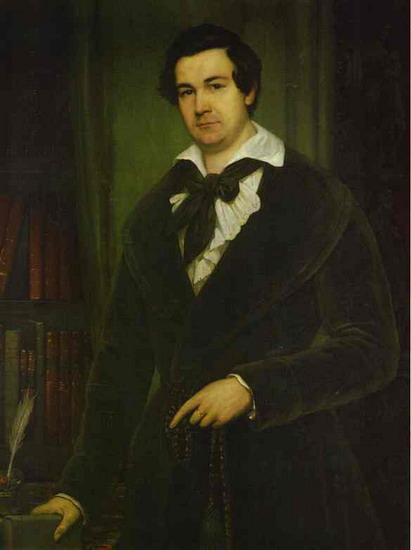
Retrato de Vasili Karatyguin, 1842